# Taşdelen, Yomra
Taşdelen là một xã thuộc huyện Yomra, tỉnh Trabzon, Thổ Nhĩ Kỳ. Dân số thời điểm năm 2011 là 667 người.